# Счётная палата Российской Федерации
Счётная пала́та Росси́йской Федера́ции (СП РФ) — высший орган государственного аудита, созданный в соответствии со статьёй 101 Конституции Российской Федерации и подотчётный Федеральному Собранию. Развивает «чувство налогоплательщика» и обеспечивает конституционное право граждан Российской Федерации на участие в управлении делами государства путём осуществления внешнего государственного аудита (контроля).
Счётная палата:
- проводит экспертизу проектов федеральных законов о федеральном бюджете и бюджетах государственных внебюджетных фондов РФ на очередной финансовый год и плановый период, проверку и анализ обоснованности их показателей, подготовку и представление палатам Федерального Собрания заключений на проекты федеральных законов о федеральном бюджете и бюджетах государственных внебюджетных фондов РФ;
- проводит аудит достижения стратегических целей развития РФ;
- взаимодействует с региональными контрольными органами;
- обменивается опытом с зарубежными высшими органами аудита в рамках международной ассоциации (ИНТОСАИ);
- информирует общество о результатах своей работы.

В соответствии с Лимской декларацией ИНТОСАИ является функционально и организационно независимой от органов власти, проверяемых ею.

## История
Прототипом Счётной палаты Российской Федерации была Камер-коллегия, созданная при Петре I. Учреждена она была в 1718 году для заведования казёнными сборами и некоторыми отраслями государственного хозяйства. До этого времени в казне российских царей был полнейший беспорядок. Идеологом и создателем аналога счётной палаты был Пётр Аксёнов. Он первый в 1719 году вёл в Камер-коллегии ведомость прихода и расхода денежной казны в государстве и подавал Государю каждую неделю ведомости о движении сумм по донесениям, поступавшим в коллегию. Сверх того, Пётр Аксёнов составил формы ведения отчётности по Камер-коллегии. Назначенный комиссаром особой отчётной конторы, он обучил присланных из всех мест канцелярских служителей порядку отчётности. В 1725 году Сенат определил Петра Аксёнова камериром, в 1731 году секретарём.
С 1811 по 1918 год существовала должность государственного контролёра. В январе 1918 года эта должность была упразднена; вместо неё была создана Центральная контрольная коллегия; вместо губернских контрольных палат — губернские учётно-контрольные коллегии.
В июле 1918 года Центральная контрольная коллегия была преобразована в Народный комиссариат государственного контроля РСФСР. В 1920 году данный комиссариат был реорганизован в Рабоче-крестьянскую инспекцию в центре и местные рабоче-крестьянские инспекции на местах, на Дальнем Востоке государственный контроль осуществляли Центральный народный государственный контроль, во главе с народным государственным контролёром, в центре и местные народные государственные контроли и отряды народного государственного контроля (во главе с начальниками отрядов) на местах. В 1934 году Рабоче-крестьянская инспекция была упразднена; её функции были переданы уполномоченному Комиссии советского контроля СССР (КСК) по РСФСР на государственном уровне, уполномоченным КСК СССР в областях, районах и городах на местном уровне. В 1940 году был воссоздан Народный комиссариат государственного контроля, преобразованный в 1946 году в Министерство государственного контроля; функции местных уполномоченных КСК СССР перешли главным контролёрам на местах.
В 1957 году Министерство государственного контроля было преобразовано в Комиссию советского контроля Совета министров РСФСР, в 1961 году она в свою очередь была переименована в Комиссию государственного контроля Совета министров РСФСР, функции главных контролёров перешли к группам государственного контроля Комиссии государственного контроля Совета министров РСФСР. В 1962 году Комиссия государственного контроля Совета министров РСФСР была преобразована в Комитет партийно-государственного контроля бюро ЦК КПСС и Совета министров РСФСР; областные, районные и городские группы государственного контроля КГК СМ РСФСР — в областные, районные и городские комитеты партийно-государственного контроля. В 1966 году был преобразован в Комитет народного контроля РСФСР; областные, районные и сельские комитеты партийно-государственного контроля — в областные, районные и сельские комитеты народного контроля соответственно.
В 1991 году была учреждена должность Главного государственного инспектора РСФСР, в 2000-х годах возникла должность главного федерального инспектора в субъектах Российской Федерации. 10 октября 1991 года Законом РСФСР «О бюджетном регулировании и бюджетном процессе в РСФСР» создана Контрольно-счётная палата РСФСР, однако уже 7 февраля 1992 года она была реорганизована в Контрольно-бюджетный комитет при Верховном Совете РСФСР.
Существующая ныне Счётная палата России была образована 14 января 1995 на основании действующей Конституции Российской Федерации, принятой в декабре 1993. С того же момента в стране начался процесс создания областных контрольно-счётных палат в областях, с 1997 года в городах, с 2006 года в районах. Стала членом ИНТОСАИ в 1995 году.

## Статус и правовые основы деятельности

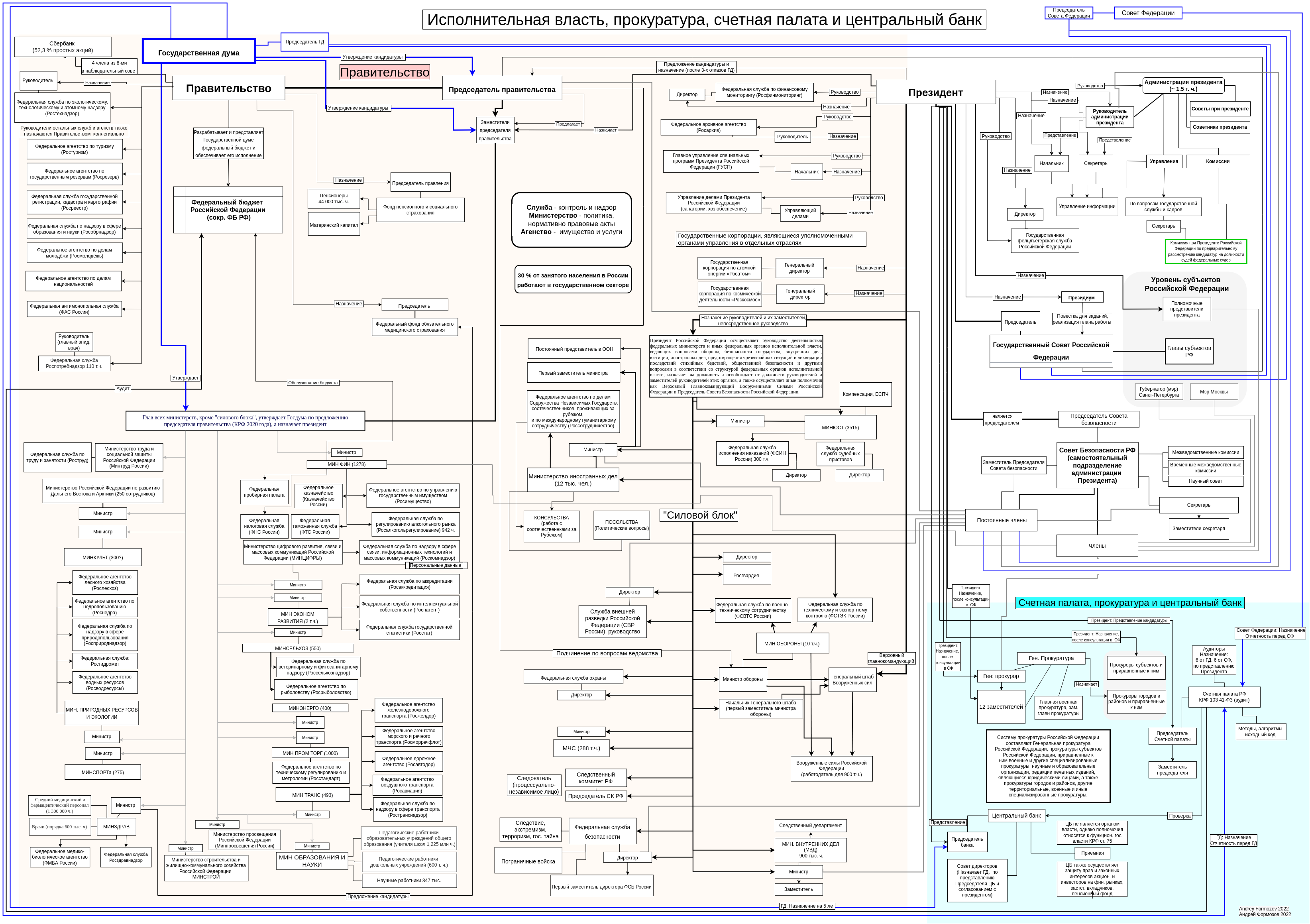
Особенности назначений в Счётной палате и иных органах власти

Статус и основные правовые основы деятельности СП РФ определяются:
- Конституцией Российской Федерации (статья 101);
- Федеральным законом от 5 апреля 2013 № 41-ФЗ «О Счётной палате Российской Федерации»;
- Федеральным законом от 07.02.2011 № 6-ФЗ «Об общих принципах организации и деятельности контрольно-счётных органов субъектов Российской Федерации и муниципальных образований» (статья 18);
- Федеральным законом от 07.02.2011 № 212-ФЗ «Об основах общественного контроля в Российской Федерации» (статья 4);
- Бюджетным кодексом Российской Федерации[4].

### Полномочия
Полномочия и деятельность СП РФ определены Федеральным законом от 5 апреля 2013 г. № 41-ФЗ «О Счетной палате Российской Федерации» и стандартами государственного аудита, а также международными принципами и стандартами аудита ИНТОСАИ.
СП РФ проводит проверки: осуществляет контрольную, экспертно-аналитическую, информационную и иные виды деятельности. По результатам контрольных мероприятий и экспертно-аналитических мероприятий направляет представления, предписания, уведомления о применении бюджетных мер принуждения, информационные письма, а также при выявлении данных, указывающих на признаки составов преступлений, передаёт соответствующие материалы в правоохранительные органы.
СП РФ осуществляет оценку (анализ) деятельности контрольных органов субъектов РФ и муниципальных образований или законодательных (представительных) органов государственной власти субъектов РФ и органов местного самоуправления. По результатам оценки Счётная палата даёт заключения о соответствии деятельности этих органов законодательству о внешнем государственном (муниципальном) финансовом контроле и рекомендации по повышению её эффективности.
СП РФ проводит экспертизу проектов федеральных законов, иных нормативных правовых актов в части, касающейся расходных обязательств РФ, экспертизу проектов федеральных законов, приводящих к изменению доходов федерального бюджета и бюджетов государственных внебюджетных фондов РФ и государственных программ.

### Представления и предписания
При выявлении в ходе проверки нарушений в хозяйственной, финансовой, коммерческой и иной деятельности объектов аудита (контроля), наносящих ущерб государству и требующих в связи с этим безотлагательного пресечения, Счётная палата вправе направить руководителям объектов аудита (контроля) представления для принятия мер по устранению выявленных недостатков и нарушений, возмещению причиненного государству ущерба и привлечению к ответственности лиц, виновных в нарушении законодательства РФ.
В случаях невыполнения представлений, несоблюдения сроков их выполнения СП РФ имеет право направлять руководителям объектов аудита (контроля) обязательные для выполнения предписания для принятия мер по устранению выявленных нарушений.

## Структура
Главный орган управления СП РФ — Коллегия ведомства. В её состав входят Председатель Счётной палаты, его заместитель, 12 аудиторов и руководитель аппарата (с правом совещательного голоса).
Председатель Счётной палаты назначается на должность Советом Федерации по представлению президента.
Заместитель председателя Счётной палаты назначается на должность Государственной думой по представлению президента Российской Федерации.
Совет Федерации и Государственная дума назначают по шесть аудиторов Счётной палаты сроком на шесть лет по представлению Президента РФ.
Счётная палата является юридическим лицом, имеет печать с изображением герба страны и своим наименованием, геральдический знак — эмблему и флаг.

## Председатели Счётной палаты
- Хачим Кармоков (17 января 1994 — 19 апреля 2000)
- Сергей Степашин (19 апреля 2000 —20 сентября 2013)
- Татьяна Голикова (20 сентября 2013 — 18 мая 2018)
- Алексей Кудрин (18 мая 2018 — 30 ноября 2022)
- Галина Изотова (и. о. 30 ноября 2022 — 14 мая 2024)
- Борис Ковальчук (14 мая 2024 — н. в.)

## Мероприятия Счётной палаты
При проведении аудита СП РФ получает от проверяемых учреждений (объектов аудита) всю необходимую документацию и информацию по вопросам, входящим в её компетенцию. По итогам контрольного или экспертно-аналитического мероприятия составляется отчет, за достоверность которого аудиторы Счётной палаты несут персональную ответственность.
О результатах проведенных мероприятий Счётная палата информирует Совет Федерации и Государственную думу, а также руководителей объектов аудита (федеральных органов исполнительной власти, других учреждений).
Все контрольные и экспертно-аналитические мероприятия собраны на сайте СП РФ. 
В 2024 году Счетная палата установила рекорд по возврату средств в бюджеты: 148,9 миллиардов рублей возвращены в бюджеты всех уровней, из них 96,9 миллиардов рублей – в федеральный бюджет. Это в пять раз больше, чем за 2023 году и лучший результат за 30-летнюю историю ведомства.

### Аудит федерального бюджета
СП РФ проводит проверку отчётности главных распорядителей бюджетных средств. Эти проверки — этап последующего аудита федерального бюджета, необходимый для подготовки Заключения на отчет Правительства об исполнении бюджета, который традиционно представляется осенью.
Около 100 распорядителей предоставляют Счётной палате отчетность для признания её достоверной. Если найдены нарушения, то отчетность признается недостоверной и подлежит исправлению. Проверенные Счётной палатой документы после внесения исправлений со стороны распорядителей становятся основой отчета Правительства об исполнении бюджета за прошедший год.
В августе 2021 года СП РФ совместно с ТАСС выпустили спецпроект «Стадии принятия бюджета», в котором можно познакомиться со всеми участниками бюджетного процесса. Этот проект вышел в день публикации «Оперативного доклада об исполнении федерального бюджета и внебюджетных фондов за январь — июнь 2021 года» — спустя полгода со вступления в силу закона о бюджете на 2021—2023 годы. В спецпроекте объясняется, какие государственные структуры стоят за принятием федерального закона. Пользователь может наблюдать, как ведомства обмениваются документами и принимают решения.

### Открытость в работе
СП РФ воспринимает открытость в качестве элемента обеспечения полезности для граждан в соответствии со стандартами ISSAI 121 и ISSAI 202 ИНТОСАИ, а открытость государства — как составляющую эффективности расходования бюджетных средств. Принцип открытости Палата реализует через публикацию всех отчетов о контрольных и экспертно-аналитических материалах на своем сайте, и через упрощение языка отчетов и наращивания понятности этих документов. В рамках этого направления Счётная палата разработала несколько проектов:
- ежегодный экспертный доклад «Открытость государства в России», который включает в себя созданный на основе авторской методологии экспертный рейтинг открытости федеральных органов исполнительной власти и рекомендации по совершенствованию открытости[18];
- аналитический доклад «Оценка открытости государственных информационных систем в России»;
- обзоры открытости бюджета, охватывающий 117 стран[19];
- инструмент для изучения госфинансов Портал-агрегатор «Госрасходы» spending.gov.ru;
- открыла свои исходные коды;
- методическое пособие о том, как писать отчёты понятным языком.

## Международная деятельность
Счётная палата Российской Федерации развивает международное профессиональное сотрудничество в сфере государственного аудита. В 2019 году СП РФ приняла полномочия президента ИНТОСАИ.
В 2020 году СП РФ впервые провела свой первый международный аудит. Объектом проверки стала Организация объединённых наций по промышленному развитию (ЮНИДО). Аудиторы проверили финансовую отчётность зарубежной организации, а также проанализировали насколько эффективно она ведет свои бизнес-процессы. Проведение аудита организаций системы ООН в 2020—2024 годах позволило Счетной палате войти в состав Панели Внешних ревизоров, которая является главным органом сотрудничества высших органов аудита, которые занимаются проверками ООН. Отмечается, что СП РФ продемонстрировала серьезный уровень профессиональных компетенций и в 2021 году полномочия СП РФ по проведению внешнего аудита ЮНИДО были продлены до 2024 года.
В 2022 году СП РФ также выиграла конкурс и стала внешним ревизором Организации Договора о всеобъемлющем запрещении ядерных испытаний, также структуры системы ООН. В 2023 году полномочия СП РФ были продлены еще на 1 год, до 2025 года.

### Председательство в ИНТОСАИ
С сентября 2019 года Счётная палата на три года стала президентом ИНТОСАИ.

### Многостороннее сотрудничество
Контрольное ведомство также состоит в Управляющих советах Европейской организации высших органов аудита (ЕВРОСАИ) и Азиатской организации высших органов аудита (АЗОСАИ), взаимодействует с высшими органами аудита стран Содружества Независимых Государств (СНГ). Такое многостороннее сотрудничество позволяет увеличивать эффективность работы инспекторского состава Счётной палаты, повышать качество аудита и, как следствие, более эффективно расходовать бюджетные средства.

### Сотрудничество с высшими органами аудита других стран
Счётная палата активно выстраивает двусторонние отношения с высшими органами аудита зарубежных стран для собственного стратегического развития. В числе приоритетных направлений сотрудничества обмен опытом в вопросах больших данных, открытости и транспарентности, управления персоналом, качества проверок и отчётов.

## Информационные ресурсы

### Мониторинг объектов незавершенного строительства
Создана сайт мониторинга объектов незавершённого строительства в России — ons.ach.gov.ru. Такие объекты находятся под вниманием Счётной палаты с 2015 года. В рамках постоянного мониторинга ситуации был создан открытый для всех инструмент — эта панель. Данный ресурс предоставляет актуальную информацию о трех типах объектов: объекты, строительство которых ведется в плановом порядке; «брошенные» объекты — это те, строительство которых приостановлено и (или) законсервировано; «долгострой» — это объекты, которые возводятся более пяти лет. Поскольку финансирование строительства идет из бюджетных источников, которые, в свою очередь, формируются в том числе за счет налогов россиян, граждане имеют доступ к информации о ходе строительства и о ситуации в этой сфере. Кроме того, общественное внимание к этому вопросу помогает делать работу органов власти более эффективной. В начале 2019 года незавершенные объекты составили более 5,263 трлн руб.

### Портал-агрегатор «Госрасходы»
Портал-агрегатор «Госрасходы» spending.gov.ru запущен 18 ноября 2019 года. Этот технологический проект основан на открытых данных и является инструментом общественного контроля и обеспечения максимальной доступности первичных, обработанных и аналитических данных для всех граждан России. Он является порталом-агрегатором информации о государственных финансах, в том числе о доходах и расходах государства, средствах, поступающих от компаний нефтегазового сектора, средствах, закладываемых на исполнение законов, контрактах, субсидиях, госзаданиях и многих других явлениях и аспектах государственного управления. Включает в себя наборы открытых данных и «Дата Лабораторию».

### Бюллетень Счётной палаты
Бюллетень — официальное ежемесячное издание СП РФ, которое выпускается в соответствии с законом о Счётной палате. Основан в 1997 году. В издании представлены официальные позиции и мнения членов Коллегии и сотрудников аппарата Счётной палаты по вопросам государственного финансового контроля, бюджетной и налоговой политики, другим финансово-экономическим вопросам. С 2020 года выходит в обновленном формате: каждый выпуск Бюллетеня СП РФ посвящен одной теме.

## Результаты деятельности
За 2023 год, согласно отчету главы Счетной Палаты Бориса Ковальчука, общая сумма нарушений, выявленных ведомством, превысила 2 трлн рублей. По результатам этого периода, СП РФ вернуло в бюджет РФ 26 млрд рублей. Из 332 проведенных СП РФ мероприятий, 223 — проверки связанные  анализом проектировок федерального бюджета и государственных внебюджетных фондов. 

## В популярной культуре

### Нумизматика

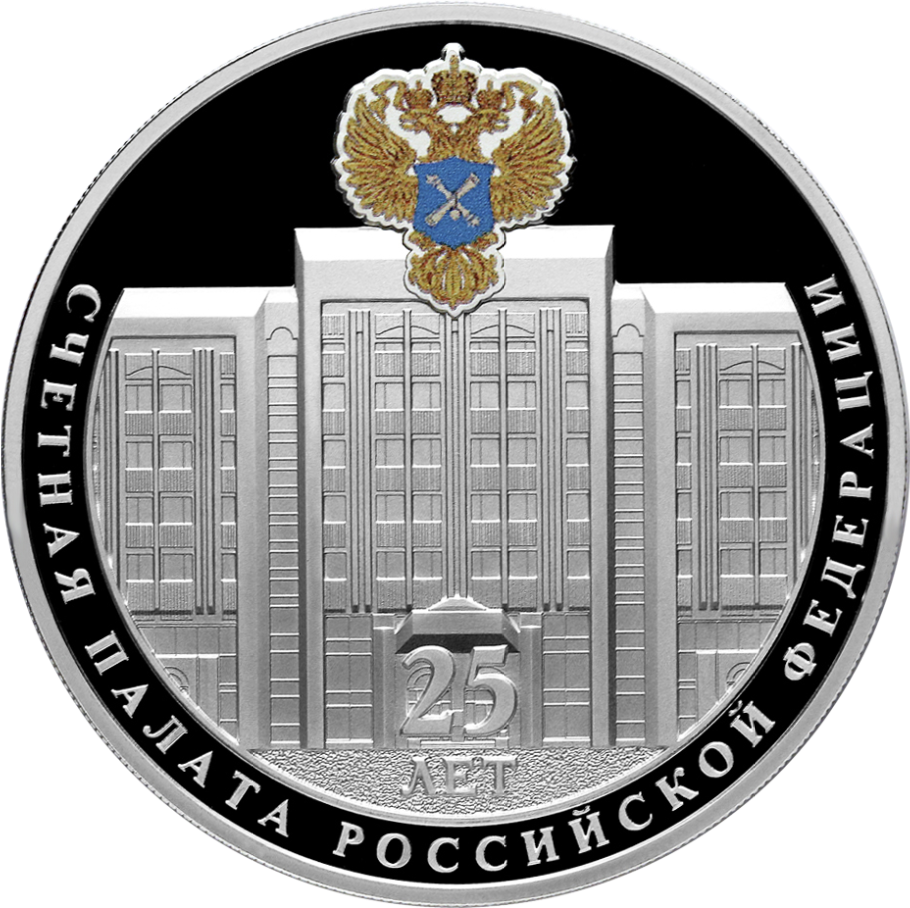
Монета Банка России. 3 рубля, 2020 г., серебро, реверс, пруф. 25-летие образования Счётной палаты Российской Федерации

10 ноября 2020 года Банк России выпустил в обращение памятную серебряную монету номиналом 3 рубля «25-летие образования Счётной палаты Российской Федерации».

### Филателия
Почтовая марка «Счётная палата Российской Федерации» была выпущена в 2015 году. Она относится к серии «Министерства и ведомства России». Тираж выпуска составил 348 000 экземпляров.